# Uwe Daßler
Uwe Daßler (Ebersbach/Sa., 11 febbraio 1967) è un ex nuotatore tedesco.
Specializzato nello stile libero ha vinto tre medaglie, di cui una d'oro nei 400 m sl, ai Giochi olimpici di Seoul 1988.

## Palmarès
- Olimpiadi

Seoul 1988: oro nei 400 m sl, argento nella staffetta 4x200 m sl e bronzo nei 1500 m sl.
- Mondiali

1986 - Madrid: argento nei 400 m sl.
- Europei

1985 - Sofia: oro nei 400 m e 1500 m sl.
1987 - Strasburgo: oro nei 400 m sl e argento nei 1500 m sl.
1989 - Bonn: bronzo nella staffetta 4x200 m sl.
1991 - Atene: bronzo nella staffetta 4x200 m sl.
- Vincitore della Coppa del Mondo delle distanze lunghe sl nel 1991